# 神戸町立神戸小学校
神戸町立神戸小学校（ごうどちょうりつ ごうどしょうがっこう）は、岐阜県安八郡神戸町にある公立小学校。

## 通学区域
- 通学区域（自治会）は、井田区、宮町区、本町区、鍜冶屋町区、川西区、下新町区、上新町区、横町区、福井区、三津屋区、昭和町区、丈六道区、西座倉区、下宮区、前田区、起区、栄町区、ビレッジハウスごうど区、新和区、あさひ町区であり、公立中学校の進学先は神戸町立神戸中学校である[1]。

## 沿革
- 1873年（明治6年） - 神戸村に玉成義校、末守村末守村に啓迪義校、安次村に止善義校が開校する。
- 1877年（明治10年） - この頃、啓迪義校が止善義校を統合する。
- 1879年（明治12年） - 玉成義校が玉成小学校に改称する。
- 1886年（明治19年） - 玉成小学校が玉成尋常小学校、啓迪義校が啓迪簡易科小学校に改称する。
- 1887年（明治20年） - 玉成尋常小学校が啓迪簡易科小学校を統合する。
- 1888年（明治21年） - 玉成高等小学校が開校する。
- 1892年（明治25年） - 神戸村が町制施行し、神戸町となる。
- 1895年（明治28年） - 玉成尋常小学校と玉成高等小学校を統合し、神戸尋常高等小学校になる。
- 1897年（明治30年）7月1日 - 
  - 神戸町、末守村、北一色村、更屋敷村と合併し、改めて神戸町が発足。
  - 神戸町の一部（下宮・新屋敷）、落合村、柳瀬村、瀬古村、斎田村が合併し、下宮村が発足。下宮、新屋敷が神戸尋常高等小学校校区から斉田尋常小学校[注釈 1]校区に移る。
- 1899年（明治32年） - 下宮村の一部（下宮）の児童が神戸尋常高等小学校へ委託される。
- 1902年（明治35年） - 北平野村の横井尋常小学校を統合。神戸尋常高等小学校は神戸町北平野村組合立の学校となる。横井分教場を設置。
- 1904年（明治37年） - 下宮村の一部（下宮）の児童の委託を解除。
- 1941年（昭和16年）4月1日 - 神戸国民学校に改称する。
- 1947年（昭和22年）4月1日 - 神戸町北平野組合立神戸小学校に改称する。
- 1950年（昭和25年）4月1日 - 神戸町が北平野村を編入する[注釈 2]。同時に神戸町立神戸小学校に改称する。
- 1954年（昭和29年）4月1日 - 神戸町、下宮村、南平野村[注釈 3]が合併し、改めて神戸町が発足。
- 1956年（昭和31年）
  - 3月 - 横井分校を廃止。
  - 8月 - 神戸町との合併を強く望んだ揖斐郡川合村の南部（西座倉など）の住民が、強硬手段として地区の小学生全員を川合小学校[注釈 4]から神戸小学校へ転校させる事態が発生する[注釈 5]。
  - 9月 - 現在地に新築移転。
- 1960年（昭和35年）4月1日 - 神戸町が大野町の一部（旧・川合村西座倉）を編入。西座倉が校区となる。
- 1975年（昭和50年） - 神戸北小学校開校により、校区の一部が北小学校に移る。下宮小学校校区の下宮が神戸小学校校区に移る。